# مدارس دام
مدرسة دام (بالإنجليزية: Dame school)‏ كانت نموذج مبكر من المدارس الابتدائية الخاصة في البلدان الناطقة باللغة الإنجليزية. وكانت تتخذ موقعها في كثير من الأحيان في منزل المعلم، الذي عادةً ما تملكه امرأة.

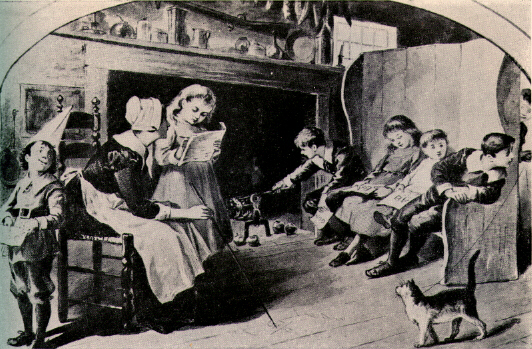
أطفال في مدرسة دام في نيو إنجلاند، 1713

## بريطانيا

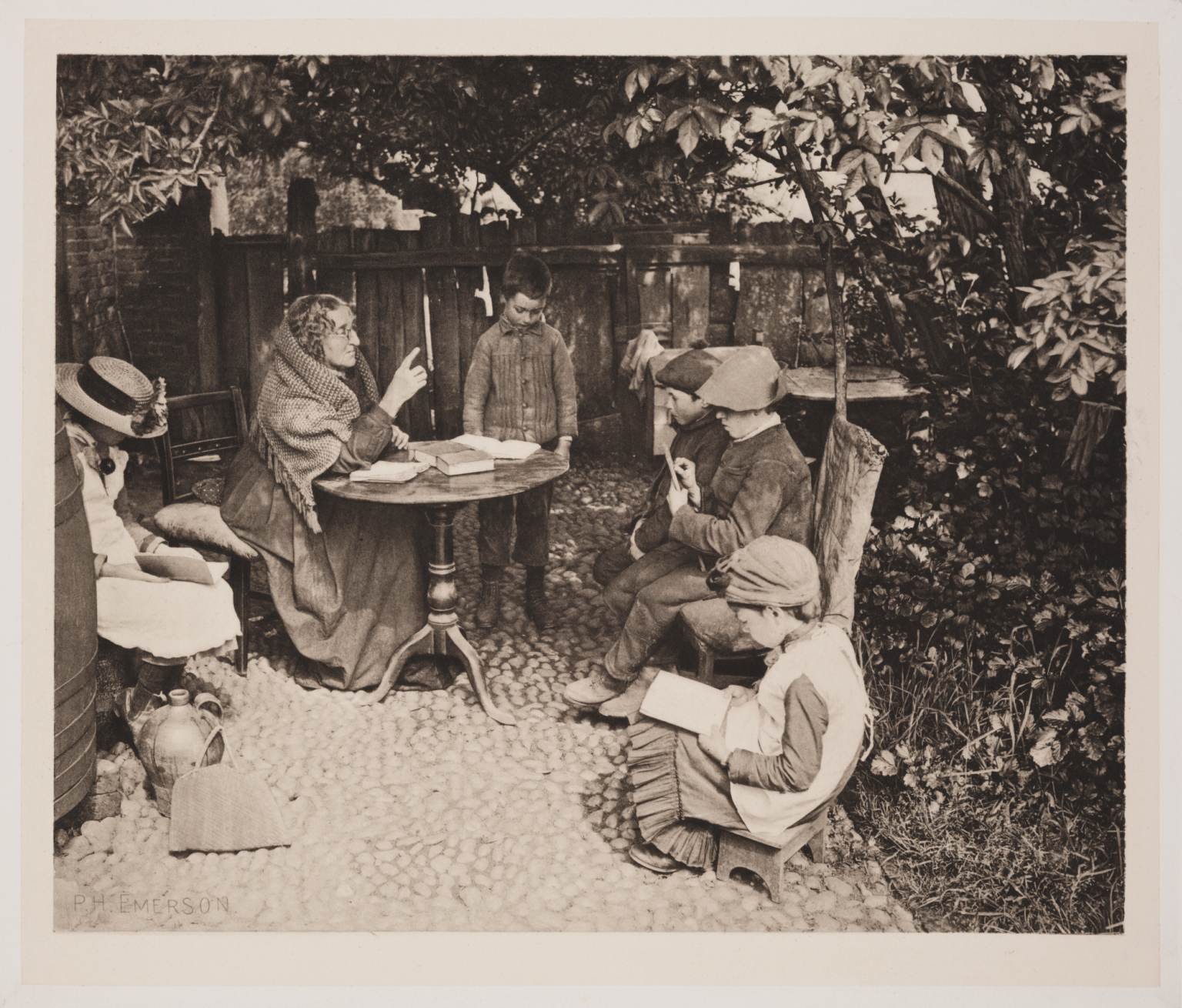
أواخر القرن التاسع عشر في شرق أنجليا، إنجلترا

كانت مدارس دام عبارة عن مدارس خاصة صغيرة تديرها نساء الطبقة العاملة، وفي بعض الأحيان يديرها الرجال، غالباً كُنّ يُدرّسن في منازلهن. كما أن العديد من معلمات المدارس كُنَّ إما أرامل أو شابات غير متزوجات، ممن يحتجن دخل إضافي.
ويمكننا العثور على المراجع الخاصة بمدارس دام من القرن السادس عشر فصاعداً.
في كثير من الأحيان، كانت تعتبر مدارس دام سيئة السمعة وكان يُنظر إليها على أنها شكل رخيص من أشكال الرعاية النهارية. حيث أفاد مفتش لندن لجمعية المدارس الأجنبية والبريطانية في 1838 «إنني راضٍ تماماً عن المدارس التي لا تستطيع تعليم القراءة»؛ فلم يجد قط طفلاً في مدرسة سيدة كان بوسعه القراءة ما لم يكن الطفل قد تلقى تعليمه في مدرسة الأطفال الصغار.
ذكرت لجنة نيوكاسل البريطانية في 1861:

ان عدد الأطفال (في صيف 1858 في إنجلترا وويلز) الذين كان من المفترض أن تكون أسماؤهم مدرجة في السجلات المدرسية، حتى يتسنى للجميع الحصول على بعض التعليم، هو 2,655,767. بينما الرقم الذي وجدناه موجود فعلياً في السجلات كان 2,535,462، وبالتالي تُرِك 120,305 طفل دون أي تعليم مدرسي مهما كان نوعه.

ونظرت اللجنة في بيانات السنة السابقة ووجدت أن 2,213,694 طفلاً من الطبقات الفقيرة كانوا في المدارس النهارية الابتدائية. ولكن من هذا العدد:
- وكان 573,536 تلميذاً يرتادون المدارس الخاصة، مثل مدارس دام حيث وفرت السيدة مرافق لرعاية الأطفال وقليل من القراءة والكتابة والحساب في منزلها.

ولكنها فشلت في إعطاء الأطفال التعليم الذي يمكن أن يخدمهم في وقت لاحق من حياتهم.
- بينما كان الأطفال الآخرون البالغ عددهم 1,549,312 طفلاً يذهبون إلى مدارس نهارية ابتدائية عامة تابعة للطوائف الدينية (مدارس الكنيسة)، لكن جميع الطلاب باستثناء 19.3% كانوا دون سن 12 عاماً، حيث كانوا في الأقسام الإبتدائية. ولم يتلقى سوى 300,000 طالب فقط أي شكل من أشكال التعليم الموسع، وهو ما كان يعتقد أنه أساسي.
- وهناك ما يصل إلى 786,202 طالب يحضرون إلى المدرسة لمدة تقل عن 100 يوم في السنة، وبالتالي لا يمكنهم الحصول على قدر مناسب من التعليم.
- وبذلك تم تنفيذ نسبة كبيرة من التدريس بدون كفاءة وبشكل غير فعال.
- "ولذلك، لا يزال هناك الكثير مما ينبغي عمله من أجل رفع حالة التعليم الابتدائي في إنجلترا وويلز إلى درجة الفائدة التي نعتبرها جميعاً ممكنة التحقيق ومرغوبة.[4]

وقد وضع قانون التعليم الابتدائي لعام 1870، الذي صدر عن لجنة نيوكاسل، إطاراً لتعليم جميع الأطفال الذين تتراوح أعمارهم بين 5 و12 سنة في إنجلترا وويلز. وفي وقت لاحق، أغلقت معظم مدارس دام، حيث أصبحت المرافق التعليمية الأفضل متاحة الآن.حيث توفرت الآن مرافق تعليمية.

### المباني التي لا زالت قائمة من المدارس السابقة دام
- أورتون، إيدن، كومبريا[6]
- ثيرسلي، ساري (تم ابقاؤه كمبنى قائم بذاته في الكنيسة)[7]
- ستراتون العليا بالقرب من ستراتون سانت مارغريت، سويندون (تم ابقاؤه كملكية سكنية)[8]
- روش، كورنوال (تم ابقاؤه كملكية سكنية في طريق شابيل)
- دافنبورت هاوس، تيلديسلي (تم ابقاؤه كمسكن خاص).[9]

## شمال أمريكا
في أمريكا الشمالية، «مدرسة دام» هي عبارة عن مصطلح واسع لمدرسة خاصة تهتم بها معلمة وقد انتشر خلال القرن السابع عشر والثامن عشر والتاسع عشر. وتراوح التعليم الذي كانت توفره هذه المدارس بين الأساسي إلى الاستثنائي. كان التعليم الأساسي لمدرسة دام الأكثر شيوعاً في نيو إنجلاند، حيث كان من المتوقع معرفة القراءة والكتابة من جميع الطبقات، مقارنة بالمستعمرات الجنوبية، حيث كان عدد النساء المتعلمات الراغبات العمل كمعلمات أقل مما هو عليه في نيو انجلاند.
وبدافع من الاحتياجات الدينية للمجتمع البيوريتاني واحتياجاتهم الاقتصادية الخاصة، افتتحت بعض نساء المستعمرات في منطقة نيو إنجلاند الريفية في القرن السابع عشر مدارس خاصة صغيرة في منازلهن لتعليم القراءة والتعليم المسيحي للأطفال الصغار. حيث كان التعليم في القراءة والدين مطلوباً للأطفال بموجب قانون مدرسة ماساتشوستس لعام 1642. ثم تم تعزيز هذا القانون لاحقاً من خلال قانون الشيطان القديم المُضلل الشهير. وفقاً للمعتقدات البيوريتانية، سيحاول الشيطان منع الناس من فهم الكتاب المقدس، لذلك كان من الضروري تعليم جميع الأطفال كيفية القراءة. وقد استوفت مدارس دام بهذا المطلب عندما لم يتمكن الآباء من تعليم أطفالهم الصغار في منازلهم. حيث عرضت النساء، وهنّ ربات البيوت أو الأرامل، استقبال الأطفال الذين سيعلِّمونهم القليل من الكتابة والقراءة والصلاة الأساسية والمعتقدات الدينية مقابل رسوم رمزية. وقد تلقت هؤلاء النساء «الرسوم الدراسية» من العملات المعدنية والصناعات المنزلية والكحول والمخبوزات وغيرها من الأشياء الثمينة. تضمنت المواد التعليمية عمومًا، وغالباً لم تتجاوز، الكتاب المقدس، وكتاب تمهيدي، وسفر المزامير، والإنجيل. وقد تم توفير التعليم لكل من الفتيات والفتيان على حد سواء من خلال نظام مدارس دام. حيث ركزت مدارس دام عمومًا على المجالات الأربعة للتعليم - الطقوس الدينية والقراءة والحساب والدين. بالإضافة إلى التعليم الابتدائي، قد تتعلم الفتيات في مدارس السيدات أيضاً الخياطة والتطريز و«آداب التصرف» الأخرى. حيث تلقت معظم الفتيات تعليمهن الرسمي الوحيد من مدارس دام بسبب التعليم القائم على الفصل بين الجنسين في المدارس الشائعة أو العامة خلال فترة الاستعمار. وبعد التحاقهم بمدرسة دام للحصول على تعليم أولي في القراءة، انتقل الأولاد الذين يقطنون المناطق المستعمرة إلى المدارس الاعدادية حيث قام مدرس بتعليم الحساب المتقدم والكتابة المتقدمة واللاتينية واليونانية، وذلك إذا كان آباؤهم قادرين على تحمل تكاليف الدراسة.
في القرنين الثامن عشر والتاسع عشر، قدمت بعض مدارس دام للأولاد والفتيات من العائلات الثرية «تعليماً مهذباً». أما النساء اللواتي يديرن مدارس النخبة هذه فقد قمن بتدريس «القراءة والكتابة والإنجليزية والفرنسية والحساب والموسيقى والرقص». وكان عادةً ما كان يطلق على مدارس الفتيات في الطبقات الاجتماعية العليا اسم «المعاهد الدينية للإناث» و«المدارس الصاقلة» وما إلى ذلك بدلاً من «مدارس دام».

## أستراليا
وقد تأسست أول مدرسة دام في سيدني، أستراليا في ديسمبر 1789 من قبل إيزابيلا
ثم تلتها مدرسة سيدة ثانية في أستراليا، تأسست من قبل ماري جونسون في باراماتا في 1791. وقد كانت كلتا المرأتين مُدانتين بقضايا، لذا كانتا تحت إشراف رجل الدين القس ريتشارد جونسون.